# Częstotliwość środkowa
Częstotliwość środkowa – w systemach pasmowoprzepustowych lub pasmowozaporowych (elektronicznych lub telekomunikacyjnych) – częstotliwość będąca średnią arytmetyczną (najczęściej) bądź geometryczną (przy logarytmicznych skalach częstotliwości) dolnej i górnej częstotliwości granicznej.